# Hemignathus affinis
Il nukupuu di Maui o, più correttamente, nuku-puʻu di Maui (Hemignathus affinis Rothschild, 1893) è un uccello passeriforme della famiglia Fringillidae.

## Etimologia
Il nome scientifico di questi uccelli, affinis, ne indica la somiglianza con il nukupuu di Oahu, del quale un tempo essi erano considerati una sottospecie, mentre il loro Nome comune, nukupuʻu, deriva dall'unione delle parole hawaiiane nuku ("becco") e puʻu ("collinetta"), in riferimento al becco ricurvo.

## Descrizione
- Video di maschio impagliato.

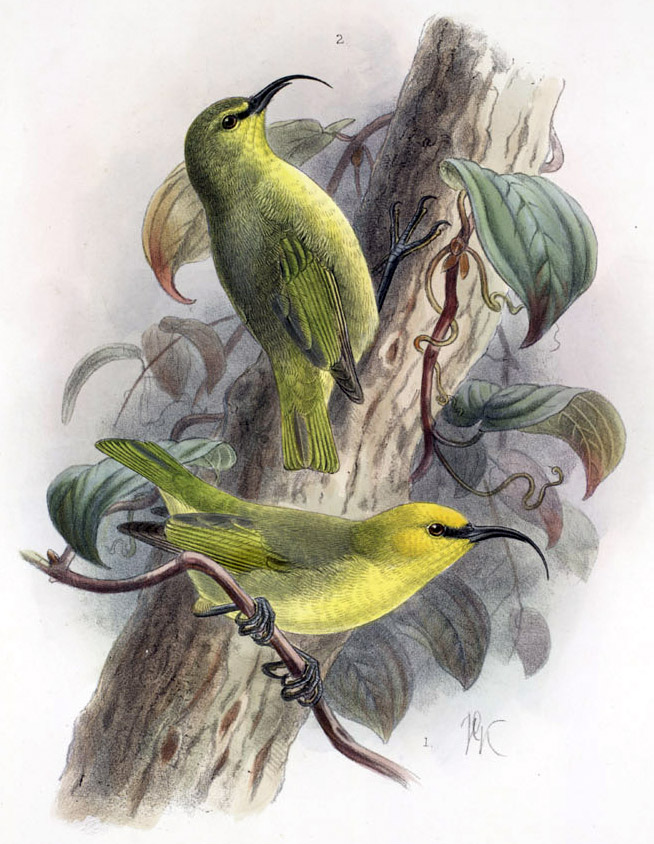
Illustrazione di coppia (maschio in basso) a cura di Keulemans.

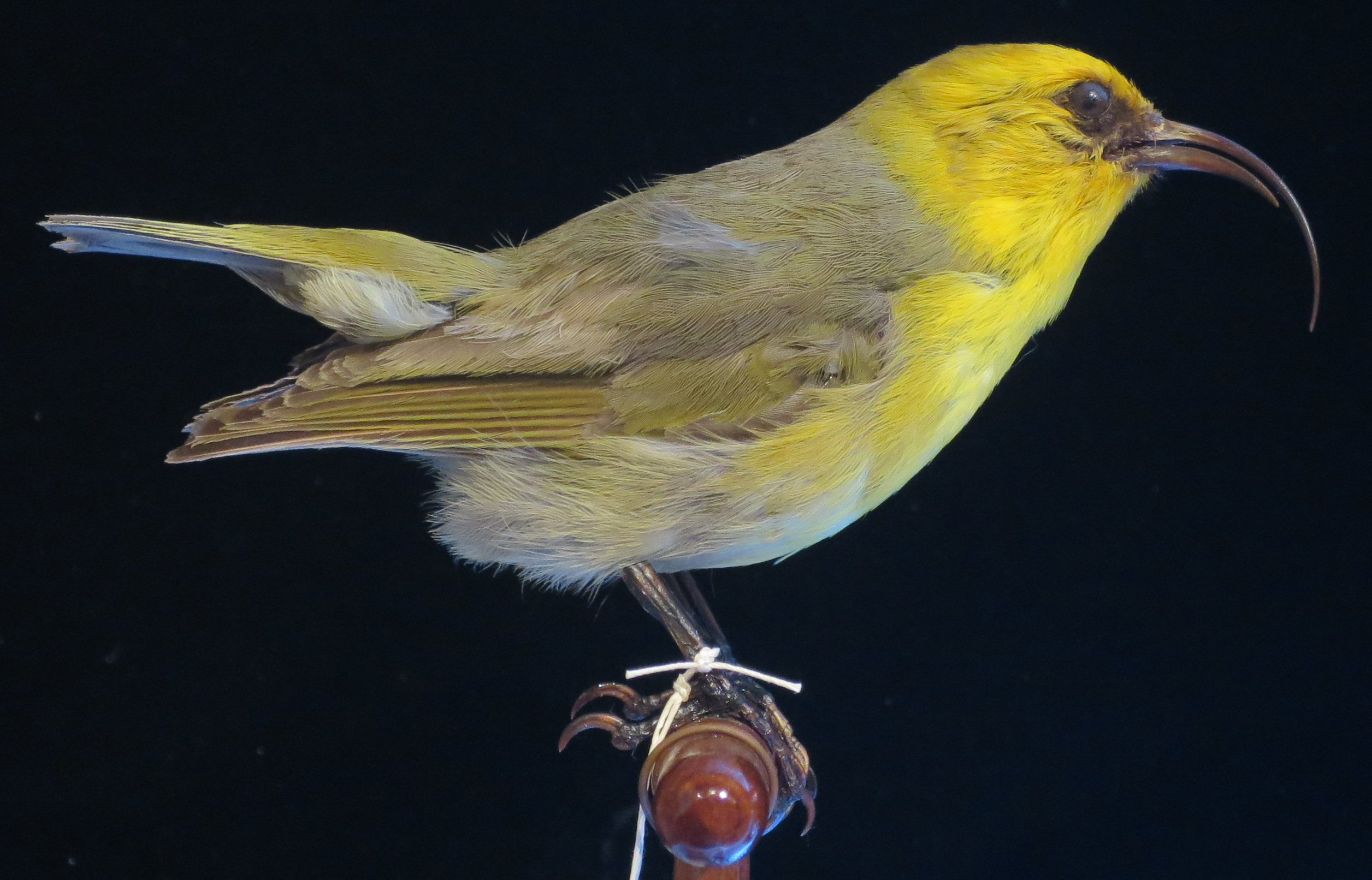
Esemplare impagliato al Museo Berenice Pauhai Bishop di Honolulu.

### Dimensioni
Misura 14 cm di lunghezza, per 23 g di peso.

### Aspetto
Si tratta di uccelletti dall'aspetto paffuto e massiccio, muniti di corda corta e squadrata, zampe forti e di un inconfondibile becco asimmetrico, con parte superiore sottile e ricurva verso il basso lunga circa il doppio rispetto a quella inferiore, che è dritta e più robusta, e in generale misurante fino a un terzo della lunghezza totale dell'animale.

Il piumaggio presenta dimorfismo sessuale: i maschi, infatti, presentano testa, petto, ventre e fianchi gialli, dorso, ali e coda di color verde oliva e ascelle bianche, mentre nelle femmine il giallo si limita a sfumature su faccia, petto e ventre ed il verde dorsale è meno brillante. In ambedue i sessi è presente una mascherina nera che dai lati del becco raggiunge gli occhi, che sono di colore bruno scuro: anche il becco e le zampe sono neri in ambo i sessi.

## Biologia
Si tratta di uccelli dalle abitudini diurne, che vivono da soli o in coppie e passano la maggior parte del tempo percorrendo rami e tronchi alla ricerca di cibo,  tenendosi in contatto fra loro mediante continui richiami cinguettanti formati da due note.

### Alimentazione
Il nukupuu di Maui è un uccello dalla dieta essenzialmente insettivora, che possiede becco adatto a sondare le fessure della corteccia, le cavità dei tronchi marcescenti e gli ammassi di epifite e licheni e ad estrarne ragni, insetti e larve che vi si rintanano (azioni svolte mediante la parte superiore del becco, sottile e uncinata), previa la loro esposizione spostando o scoperchiando le cavità mediante la robusta parte inferiore del becco: un singolo esemplare di questi uccelli è stato inoltre osservato nutrirsi del nettare di pukiawe, il che farebbe supporre una dieta almeno parzialmente anche nettarivora.

### Riproduzione
Non esistono osservazioni dirette della riproduzione di questa specie: tuttavia, essendo questo evento molto conservativo in tutti i drepanidini, si ritiene che essa non differisca significativamente per modalità e tempistiche rispetto a quello delle altre specie affini, che sono monogame e depongono due uova in un nido a coppa, collaborando nell'allevamento della prole.

## Distribuzione e habitat
Come intuibile dal Nome comune, il nukupuu di Maui è endemico dell'isola hawaiiana di Maui, della quale abita le aree di foresta primaria montana a predominanza di koa e ohia lehua fra i 1100 e i 2100 m sull'Haleakalā, nella parte sud-orientale dell'isola.

## Conservazione
Relativamente comune fino alla fine del XIX secolo su gran parte delle zone montane dell'isola di Maui, il nukupuu di Maui diminuì drasticamente di numero agli inizi del '900 a causa della distruzione dell'habitat combinata con l'introduzione di specie aliene e la diffusione di epidemie alle quali questi uccelli (come del resto tutti i Drepanidini) non erano immunizzati. La specie è stata ritenuta estinta dal 1963 al 1980, quando venne riscoperta in una vallata nel sud-est dell'isola: la popolazione riscoperta, stimata in una trentina d'individui, è comunque diminuita costantemente di numero, tanto che l'ultimo avvistamento ritenuto affidabile (altri avvistamenti proseguiti fino al 2007 riguardano probabilmente il simile amakihi), di un maschio, risale al 1994, facendo pensare a una scomparsa definitiva di questi uccelli.